# Tuffi ai Giochi della XXIII Olimpiade - Piattaforma 10 metri femminile
La competizione dei tuffi dal trampolino 3 metri femminile è stata una delle quattro gare di tuffi inclusa nel programma dei Giochi della XXIII Olimpiade disputati a Los Angeles nel 1984.
La competizione è stata divisa in due fasi:
1. turno preliminare;
2. finale.

## Medaglie
| Posizione | Atleta           | Paese       |
| --------- | ---------------- | ----------- |
|           | Zhou Jihong      | Cina        |
|           | Michele Mitchell | Stati Uniti |
|           | Wendy Wyland     | Stati Uniti |

## Risultati
|    | Zhou Jihong              | Cina           | 462,87 | 1  | 435,51 |  |  |  |  |  |
|    | Michele Mitchell         | Stati Uniti    | 402,39 | 3  | 431,19 |  |  |  |  |  |
|    | Wendy Wyland             | Stati Uniti    | 376,11 | 5  | 422,07 |  |  |  |  |  |
| 4  | Chen Xiaoxia             | Cina           | 434,88 | 2  | 419,76 |  |  |  |  |  |
| 5  | Valerie McFarland-Beddoe | Australia      | 382,08 | 4  | 388,56 |  |  |  |  |  |
| 6  | Debbie Fuller            | Canada         | 364,11 | 7  | 371,49 |  |  |  |  |  |
| 7  | Elsa Tenorio             | Messico        | 344,70 | 10 | 360,45 |  |  |  |  |  |
| 8  | Guadalupe Canseco        | Messico        | 343,11 | 11 | 352,89 |  |  |  |  |  |
| 9  | Yoshino Mobuchi          | Giappone       | 348,60 | 9  | 349,95 |  |  |  |  |  |
| 10 | Julie Kent               | Australia      | 371,10 | 6  | 345,44 |  |  |  |  |  |
| 11 | Kerstin Finke            | Germania Ovest | 351,45 | 8  | 325,47 |  |  |  |  |  |
| 12 | Tine Tollan              | Norvegia       | 341,31 | 12 | 315,72 |  |  |  |  |  |
|    |                          |                |        |    |        |  |  |  |  |  |
| 13 | Angela Ribeiro           | Brasile        | 329,31 | 13 |        |  |  |  |  |  |
| 14 | Marianne Weinas          | Svezia         | 327,66 | 14 |        |  |  |  |  |  |
| 15 | Verónica Ribot           | Argentina      | 324,21 | 15 |        |  |  |  |  |  |
| 16 | Elke Heinrichs           | Germania Ovest | 320,07 | 16 |        |  |  |  |  |  |
| 17 | Kathy Kelemen            | Canada         | 313,77 | 17 |        |  |  |  |  |  |
| 18 | Carolyn Roscoe           | Gran Bretagna  | 312,39 | 18 |        |  |  |  |  |  |
| 19 | Lindsey Fraser           | Gran Bretagna  | 295,86 | 19 |        |  |  |  |  |  |
| 20 | Nicole Kreil             | Austria        | 277,92 | 20 |        |  |  |  |  |  |
| 21 | Rim Hassan               | Egitto         | 145,94 | 21 |        |  |  |  |  |  |